# Sarcophaga munronis
Sarcophaga munronis är en tvåvingeart som beskrevs av Thomas Pape 1996. Sarcophaga munronis ingår i släktet Sarcophaga och familjen köttflugor. Inga underarter finns listade i Catalogue of Life.